# Ecsedi György
Ecsedi György (18. század) református prédikátor
1742-1752 között Monospetriben, Bihar megyében volt prédikátor. Fia, Ecsedy Miklós szintén református lelkész lett.
Kéziratban maradt munkái az Országos Széchényi Könyvtár kézirattárában találhatóak:
- Az Ember szivének képzelődéséről való Trakta
- A Keresztyén világi életben való állapottyának, a Sz. irás szerént való le irása
- Megtérésre intő Prédikátzió Perkinsiusból fordittatott 1752. 30. Jan.
- Egy Keresztyén embernek egy Világhoz ragadott emberrel e Világnak elmulása felöl való beszelgetése
- A Móses Sátora, és a Salamon Temploma, a Szent Léleknek Lelki Sátorát és Templomát példázta… Az Igaz Keresztyénségben megkivántató sok hasznos dolgok, … a Sz.irásból elő adatnak. Köpke Balthasár… által … Magyarra forditotta Etsedi György Mónos-Petri Prédikátor a maga hasznáért. 1751.Eszt. Karátson Havának Első Hetétől fogva. 18. Jan. 1752. (8-rét 202 lap)